# Tanjung Durian (Babat Toman)
Tanjung Durian is een bestuurslaag in het regentschap Musi Banyuasin van de provincie Zuid-Sumatra, Indonesië. Tanjung Durian telt 542 inwoners (volkstelling 2010).